# Саут-Вімблдон (станція метро)

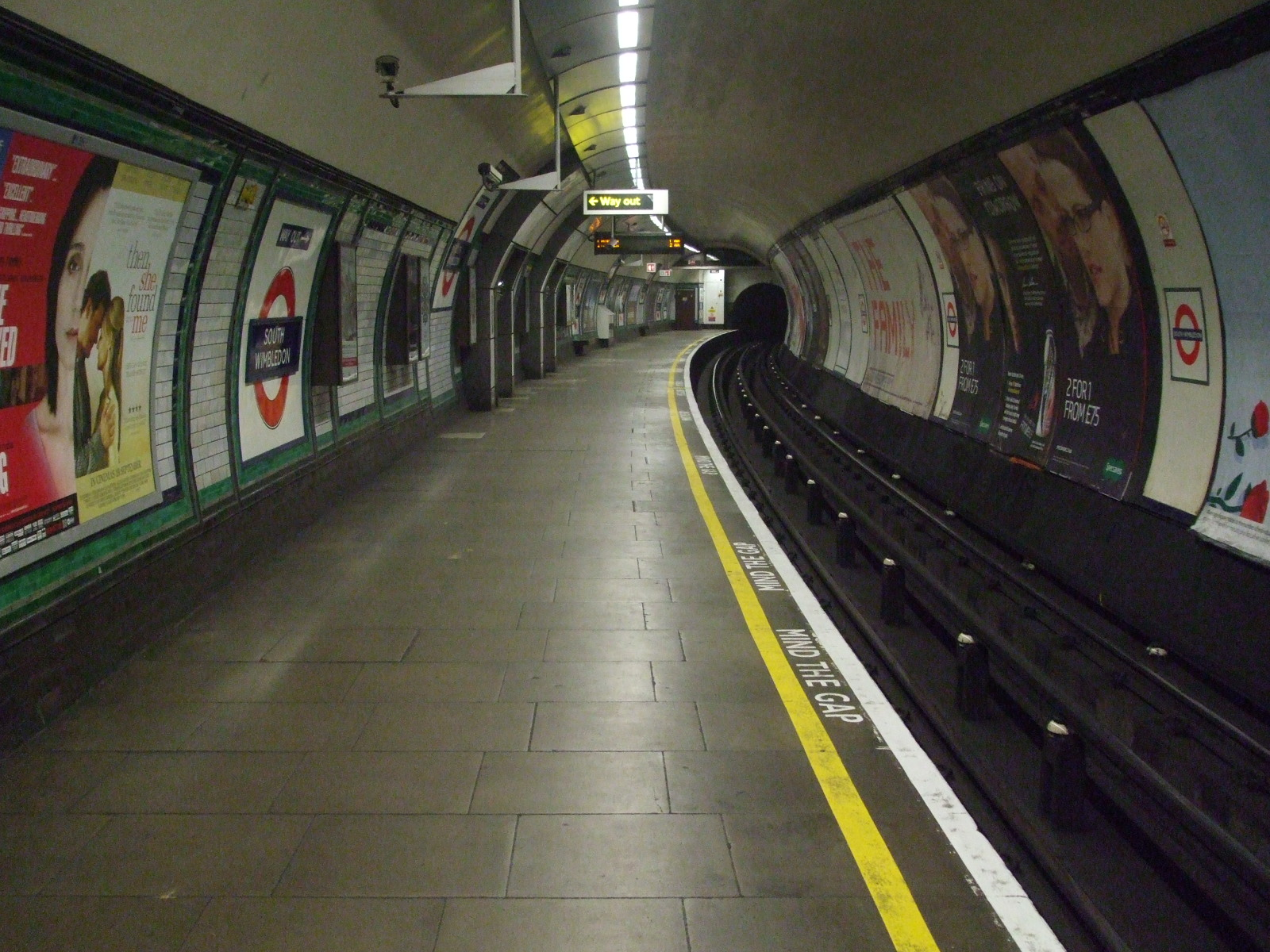
Платформа метростанції Саут-Вімблдон

51°24′55″ пн. ш. 0°11′31″ зх. д. / 51.415275° пн. ш. 0.192079° зх. д.
Саут-Вімблдон (англ. South Wimbledon) — станція Північної лінії Лондонського метрополітену, що знаходиться в південно-західній частині міста. Станція розташована між станціями Кольєрс-вуд та Морден, на розі Мертон Хай-стріт (A238) і Морден-роуд (A219), на межі 3-ї та 4-ї тарифних зон. Пасажирообіг на 2017 рік — 4.87 млн. осіб

## Історія
Станція була відкрита 13 вересня 1926 р. як розширення лінії Морден на гілці метрополітену «City & South London Railway» на південь від Клепхем Комон . За початковим планом вона мала назву «Мертон Грув». Для географічної точності з 1928 року станція була показана як «Сауз Вімблдон(Мертон)» на карті метрополітену, та на вивісках платформ, хоча на будівлі станції залишалась без змін. З початку 1950-х рр. частина назви «Мертон» більше не використовувалась .
Як і інші станції на розширенні лінії Морден, будівля «Сауз Вімблдон» була роботою архітектора Чарльза Голдена . Це були перші великі проекти Голдена для метрополітену. Він був обраний для цього, після того як, генеральний директор Лондонського товариства підземних електричних залізниць, Френк Пік, не схвалив дизайн архітектора Стенлі Хейпса . Модерністський дизайн станції, побудованої з магазину на кожну сторону, втілюється у вигляді дворівневої коробки, оздобленої зверху білим портландським каменем, і скляним екраном на передньому фасаді, що розділений колонами на три панелі. На крайніх колонах містяться тривимірні зображення логотипу лондонського метро. На центральній панелі екрану розташована його велика версія . Будівля станції внесена до списку історичних будівель Англії, та охороняється законом як особливо важлива.
«Саут-Вімблдон» є найпівденнішою станцією у лондонській системі метро, яка має платформи в тунелях, станція «Морден» знаходиться далі на південь, але вже на відкритому просторі, а не в тунелі).

## Пересадки
- Пересадки на автобуси London Buses маршрутів: 57 , 93 , 131 , 152 , 219 , 470 та нічний маршрут N155.
- Зупинка Морден-роуд Tramlink 3.

## Послуги
| Попередня станція | Лінія | Лінія                           | Лінія | Наступна станція |
| ----------------- | ----- | ------------------------------- | ----- | ---------------- |
| Морден            |       | Лондонське метро Північна лінія |       | Кольєрс-вуд      |